# Sven Grawunder

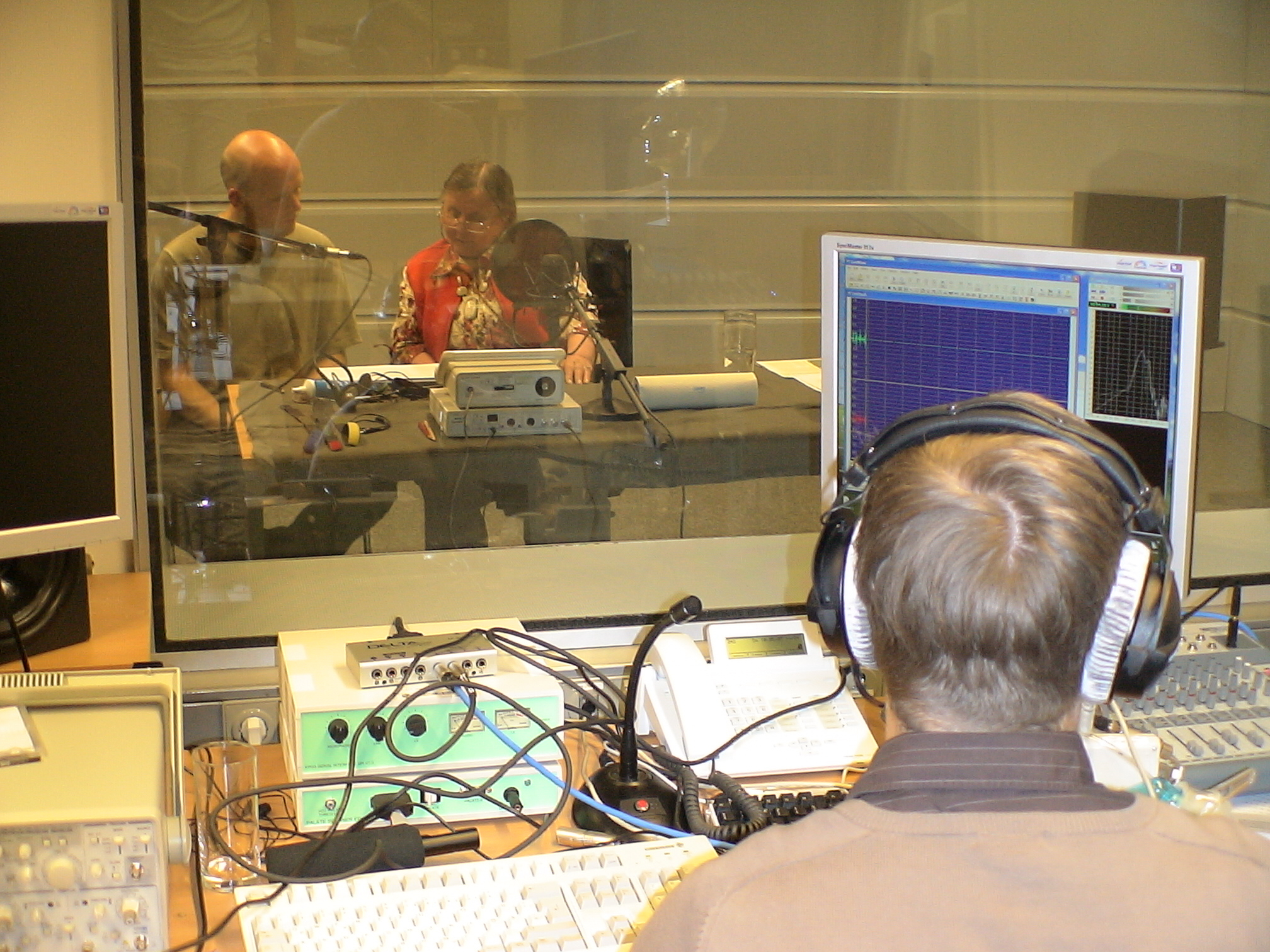
Sven Grawunder (von hinten) und Joshua Wilbur im Sprachlabor des MPI EVA während der Arbeit mit Nina Afanassjewa, einer Sprecherin des Kildinsamischen (2007).

Sven Grawunder (* 2. Juli 1971 in Halle (Saale)) ist ein deutscher Linguist und Phonetiker, der als Professor an der Martin-Luther-Universität Halle-Wittenberg tätig ist.

## Werdegang
Grawunder studierte von 1990 bis 1999 Sprechwissenschaft, Phonetik, Germanistische Sprachwissenschaft und Japanologie an der Universität Halle-Wittenberg sowie Niederlandistik und Zentralasienwissenschaften an der Universität Leipzig. 1999 schloss er das Studium mit einem Diplom in Sprechwissenschaft ab. Seine Abschlussarbeit behandelt den Unterschied zwischen Obertongesang und Kehlkopfgesang. Im Anschluss studierte er von 1999 bis 2000 Medizinische Physik an der Universität Halle-Wittenberg. 
Von 2000 bis 2004 war er als Wissenschaftlicher Mitarbeiter an der Abteilung Sprechwissenschaft und Phonetik an der Universität Halle-Wittenberg and arbeitete mit Sprachdokumentation von sibirischen Turksprachen im südsibirischen Teil des Altaigebirges. 2005 wurde er an derselben Universität mit einer Arbeit über den Kehlkopfgesang südsibirischer Völker im Fach Sprechwissenschaft promoviert. Die Arbeit wurde 2009 als Monographie vom Verlag Frank & Timme verlegt. 
Nach seiner Promotion war Grawunder zuerst bis 2015 als Postdoktorand am Max-Planck-Institut für evolutionäre Anthropologie und danach an der Christian-Albrechts-Universität zu Kiel tätig, bevor er im Oktober 2018 den Ruf als Professur für Phonetik und Sprachdokumentation der Goethe-Universität Frankfurt annahm.
Seit Mai 2022 ist Grawunder Professor für Sprechwissenschaft mit dem Schwerpunkt Phonetik an der Martin-Luther-Universität Halle-Wittenberg.

## Veröffentlichungen (Auswahl)
- Sven Grawunder: On the physiology of voice production in South-Siberian throat singing. Frank & Timme, Berlin 2009 (englisch).
- Sven Grawunder: Stop contrasts in Kurmanji Kurdish – Testing the ejectives hypothesis. Institut für Deutsche Sprache, Mannheim 2017 (englisch).
- Sven Grawunder, Cordula Schwarze, Artur Tworek (Hrsg.): Persuasives Handeln im Spannungsfeld von Rhetorik und Phonetik (= Studia Linguistica (Sonderheft). Band 35). 2017.
- Cordula Schwarze, Sven Grawunder (Hrsg.): Transkription und Annotation gesprochener Sprache und multimodaler Interaktion. Gunter Narr Verlag, Tübingen 2022.